# Tournoi d'ouverture du championnat du Nicaragua de football 2018
Navigation
Tournoi précédent Tournoi suivant
Le Tournoi Apertura 2018 est le troisième tournoi saisonnier disputé au Nicaragua.
C'est cependant la 77e fois que le titre de champion du Nicaragua est remis en jeu.
Lors de ce tournoi, le Diriangén FC va tenter de conserver son titre de champion du Nicaragua face aux neuf meilleurs clubs nicaraguayens.
Chacun des dix clubs participant est confronté deux fois aux neuf autres équipes. Puis les quatre meilleurs s'affronteront lors d'une phase finale à la fin du tournoi.
Seulement une place est qualificative pour la Ligue de la CONCACAF.

## Les dix équipes participantes
Ce tableau présente les dix équipes qualifiées pour disputer le championnat 2018-2019. On y trouve le nom des clubs, le nom des stades dans lesquels ils évoluent ainsi que la capacité et la localisation de ces derniers.
| Équipe                    | Stade                                        | Capacité | Ville      |
| Chinandega FC (en)        | Stade Efraín Tijerino                        | 8 000    | Chinandega |
| Diriangén FC              | Stade Cacique Diriangén                      | 7 500    | Diriamba   |
| ART Municipal Jalapa (en) | Stade Alejandro Ramos                        | 1 000    | Jalapa     |
| Juventus Managua          | Stade Olympique de l'Indépendance de Managua | 8 000    | Managua    |
| Managua FC (en)           | Stade Olympique de l'Indépendance de Managua | 8 000    | Managua    |
| UNAN Managua (en)         | Stade Olympique de l'Indépendance de Managua | 8 000    | Managua    |
| Real Estelí FC            | Stade de l'Indépendance                      | 4 800    | Estelí     |
| Real Madriz               | Stade Augusto Cesar Mendoza                  | 3 000    | Somoto     |
| Deportivo Ocotal (en)     | Stade Glorias del Beisbol Segoviano          | 5 000    | Ocotal     |
| Deportivo Walter Ferreti  | Stade Olympique de l'Indépendance de Managua | 8 000    | Managua    |

| \| Managua : Juventus Managua Deportivo Walter Ferreti Managua FC UNAN Managua Managua Diriangén FC Real Estelí FC Real Madriz Chinandega FC Deportivo Ocotal ART Municipal Jalapa \| Localisation des équipes engagées dans le championnat. |
| Managua : Juventus Managua Deportivo Walter Ferreti Managua FC UNAN Managua Managua Diriangén FC Real Estelí FC Real Madriz Chinandega FC Deportivo Ocotal ART Municipal Jalapa                                                              |

## Compétition
Le tournoi Apertura change de format et se déroule de la façon suivante, en deux phases :
- La phase régulière : les quatorze journées de championnat.
- La seconde phase : les matchs aller-retour allant des quarts de finale à la finale.

### Phase régulière
Lors de la phase régulière les dix équipes affrontent à deux reprises les neuf autres équipes selon un calendrier tiré aléatoirement.
Les quatre meilleures équipes sont directement qualifiées pour la seconde phase.
Le classement est établi sur le barème de points classique (victoire à 3 points, match nul à 1, défaite à 0).
Le départage final se fait selon les critères suivants :
- Le nombre de points.
- La différence de buts générale.
- Le nombre de buts marqué.

| Rang | Équipe                      | Pts | J  | G  | N | P  | Bp | Bc | Diff |
| ---- | --------------------------- | --- | -- | -- | - | -- | -- | -- | ---- |
| 1    | Managua FC (en)             | 44  | 18 | 14 | 2 | 2  | 40 | 17 | +23  |
| 2    | Real Estelí FC              | 36  | 18 | 10 | 6 | 2  | 33 | 12 | +21  |
| 3    | Deportivo Walter Ferreti    | 28  | 18 | 7  | 7 | 4  | 21 | 18 | +3   |
| 4    | Real Madriz                 | 27  | 18 | 7  | 6 | 5  | 25 | 29 | -4   |
| 5    | Diriangén FC T              | 26  | 18 | 7  | 5 | 6  | 23 | 19 | +4   |
| 6    | Juventus Managua            | 24  | 18 | 7  | 3 | 8  | 25 | 20 | +5   |
| 7    | ART Municipal Jalapa (en) P | 19  | 18 | 5  | 4 | 9  | 15 | 30 | -15  |
| 8    | Chinandega FC (en)          | 18  | 18 | 4  | 6 | 8  | 24 | 33 | -9   |
| 9    | Deportivo Ocotal (en)       | 15  | 18 | 3  | 6 | 9  | 17 | 32 | -15  |
| 10   | UNAN Managua (en)           | 9   | 18 | 2  | 3 | 13 | 19 | 32 | -13  |

| Légende : Qualifications et relégations | Légende : Qualifications et relégations          |
| --------------------------------------- | ------------------------------------------------ |
|                                         | Qualifié pour les demi-finales                   |
|                                         | Qualifié pour les quarts de finale               |
|                                         | T Tenant du titre P Promu de la saison 2017-2018 |

| Résultats (▼dom., ►ext.)                                   | Chi | Dir | Est | Jal | Juv | Mad | Man | UNAN | Oco | Wal |
| Chinandega FC (en)                                         |     | 1-3 | 3-3 | 4-1 | 0-1 | 3-0 | 1-3 | 2-2  | 0-0 | 2-2 |
| Diriangén FC                                               | 1-2 |     | 0-0 | 0-2 | 0-0 | 1-1 | 1-0 | 3-1  | 3-1 | 0-0 |
| Real Estelí FC                                             | 6-1 | 1-0 |     | 1-1 | 2-1 | 4-0 | 1-1 | 1-0  | 3-0 | 0-0 |
| ART Municipal Jalapa (en)                                  | 2-0 | 0-3 | 1-0 |     | 1-3 | 1-1 | 0-3 | 1-0  | 1-2 | 0-0 |
| Juventus Managua                                           | 3-0 | 2-1 | 1-2 | 0-1 |     | 2-3 | 1-2 | 2-1  | 1-0 | 4-0 |
| Real Madriz                                                | 3-2 | 2-1 | 0-2 | 1-1 | 1-0 |     | 0-0 | 2-1  | 3-2 | 1-2 |
| Managua FC (en)                                            | 1-2 | 2-0 | 2-1 | 5-1 | 3-2 | 4-2 |     | 1-0  | 2-0 | 1-0 |
| UNAN Managua (en)                                          | 2-1 | 1-2 | 0-4 | 4-0 | 2-2 | 0-2 | 2-3 |      | 2-3 | 0-1 |
| Deportivo Ocotal (en)                                      | 0-0 | 1-2 | 1-1 | 1-0 | 0-0 | 2-2 | 2-5 | 0-0  |     | 1-2 |
| Deportivo Walter Ferreti                                   | 0-0 | 2-2 | 0-1 | 2-1 | 1-0 | 1-1 | 1-2 | 2-1  | 5-1 |     |
| - Victoire à domicile - Match nul - Victoire à l'extérieur |     |     |     |     |     |     |     |      |     |     |

### La phase finale
Les six équipes qualifiées sont réparties dans le tableau final d'après leur classement général, le deuxième affrontant lors des demi-finales le vainqueur du quart opposant le quatrième au cinquième et le premier affrontant le vainqueur du quart opposant le troisième au sixième.
En cas d'égalité, les deux équipes sont dans un premier temps départagées par la règle des buts marqués à l'extérieur puis par leur classement général si cela est nécessaire, sauf lors de la finale où des prolongations puis une séance de tirs au but ont éventuellement lieu. Les quarts de finale ne se jouent que sur un match.

#### Tableau
|  |                          |                |                |                  |               |   |   |            |            |            |                 |            |   |  |        |        |        |        |        |  |  |
|  | 1/4 de finale            | 1/4 de finale  | 1/4 de finale  | 1/4 de finale    | 1/4 de finale |   |   | 1/2 finale | 1/2 finale | 1/2 finale | 1/2 finale      | 1/2 finale |   |  | Finale | Finale | Finale | Finale | Finale |  |  |
|  |                          |                |                |                  |               |   |   |            |            |            |                 |            |   |  |        |        |        |        |        |  |  |
|  |                          |                |                |                  |               |   |   |            |            |            |                 |            |   |  |        |        |        |        |        |  |  |
|  |                          |                |                |                  |               |   |   |            |            |            |                 |            |   |  |        |        |        |        |        |  |  |
|  |                          |                |                |                  |               |   |   |            |            |            |                 |            |   |  |        |        |        |        |        |  |  |
|  |                          |                |                |                  |               |   |   |            |            |            |                 |            |   |  |        |        |        |        |        |  |  |
|  | Managua FC (en)          | (1)            | 2              | 2                |               |   |   |            |            |            |                 |            |   |  |        |        |        |        |        |  |  |
|  | Managua FC (en)          | (1)            | 2              | 2                |               |   |   |            |            |            |                 |            |   |  |        |        |        |        |        |  |  |
|  |                          |                | Diriangén FC   | (5)              | 1             | 0 |   |            |            |            |                 |            |   |  |        |        |        |        |        |  |  |
|  | Real Madriz              | (4)            | Diriangén FC   | (5)              | 1             | 0 | 0 |            |            |            |                 |            |   |  |        |        |        |        |        |  |  |
|  | Real Madriz              | (4)            |                |                  |               |   |   |            |            |            |                 |            |   |  |        |        |        |        |        |  |  |
|  | Diriangén FC             | (5)            | 1              |                  |               |   |   |            |            |            |                 |            |   |  |        |        |        |        |        |  |  |
|  | Diriangén FC             | (5)            | 1              |                  |               |   |   |            |            |            | Managua FC (en) | (1)        | 0 |  | 1      |        |        |        |        |  |  |
|  |                          |                |                |                  |               |   |   |            |            |            | Managua FC (en) | (1)        | 0 |  | 1      |        |        |        |        |  |  |
|  |                          | Real Estelí FC | (2)            | 0                |               | 0 |   |            |            |            |                 |            |   |  |        |        |        |        |        |  |  |
|  | Deportivo Walter Ferreti | Real Estelí FC | (2)            | 0                | (3)           | 0 | 1 |            |            |            |                 |            |   |  |        |        |        |        |        |  |  |
|  | Deportivo Walter Ferreti |                |                |                  |               |   | 1 |            |            |            |                 |            |   |  |        |        |        |        |        |  |  |
|  | Juventus Managua         | (6)            | 2              |                  |               |   |   |            |            |            |                 |            |   |  |        |        |        |        |        |  |  |
|  | Juventus Managua         | (6)            | 2              | Juventus Managua | (6)           | 1 | 2 |            |            |            |                 |            |   |  |        |        |        |        |        |  |  |
|  |                          |                |                |                  |               | 1 | 2 |            |            |            |                 |            |   |  |        |        |        |        |        |  |  |
|  |                          |                | Real Estelí FC | (2)              | 2             | 5 |   |            |            |            |                 |            |   |  |        |        |        |        |        |  |  |
|  |                          |                |                |                  |               | 5 |   |            |            |            |                 |            |   |  |        |        |        |        |        |  |  |
|  |                          |                |                |                  |               |   |   |            |            |            |                 |            |   |  |        |        |        |        |        |  |  |
|  |                          |                |                |                  |               |   |   |            |            |            |                 |            |   |  |        |        |        |        |        |  |  |
|  |                          |                |                |                  |               |   |   |            |            |            |                 |            |   |  |        |        |        |        |        |  |  |

#### Quarts de finale
| Club                     | Score | Club             | Commentaire |
| Deportivo Walter Ferreti | 1-2   | Juventus Managua |             |
| Real Madriz              | 0-1   | Diriangén FC     |             |

#### Demi-finales
| Club            | Aller | Retour | Club             | Commentaire |
| Managua FC (en) | 2-1   | 2-0    | Diriangén FC     |             |
| Real Estelí FC  | 2-1   | 5-2    | Juventus Managua |             |

#### Finale
| Match aller     | Real Estelí FC | 0:0   | Managua FC (en) | Stade de l'Indépendance |  |
| 8 décembre 2018 |                | (0:0) |                 |                         |  |

| Match retour     | Managua FC (en)  | 1:0 a. p. | Real Estelí FC | Stade Olympique de l'Indépendance de Managua |  |
| 15 décembre 2018 | Óscar López 118e | (0:0)     |                |                                              |  |

## Bilan du tournoi
| Tournoi d'ouverture du championnat de football du Nicaragua 2018 |                             |
| Champion                                                         | Managua FC (en) (1er titre) |
| Dauphin                                                          | Real Estelí FC              |
| Qualifications continentales                                     |                             |
| Ligue de la CONCACAF 2019                                        | Managua FC (en)             |

## Statistiques

### Buteurs
| Rang | Nom | Équipe | Buts |
| 1    |     |        | -    |
| 2    |     |        | -    |
| 3    |     |        | -    |